# ناحیه لرگانتیر
ناحیه لرگانتیر (به فرانسوی: Arrondissement de Largentière) یک بخش در فرانسه است که در آردش واقع شده‌است.